# Iaudén
Iaudén (en árabe: إعوادن‎, en francés: Iaaouadène) es una localidad marroquí perteneciente al municipio de Beni Marganín, en la región Oriental. Desde 1912 hasta 1956 perteneció a la zona norte del Protectorado español de Marruecos.